# Bengt Anlert

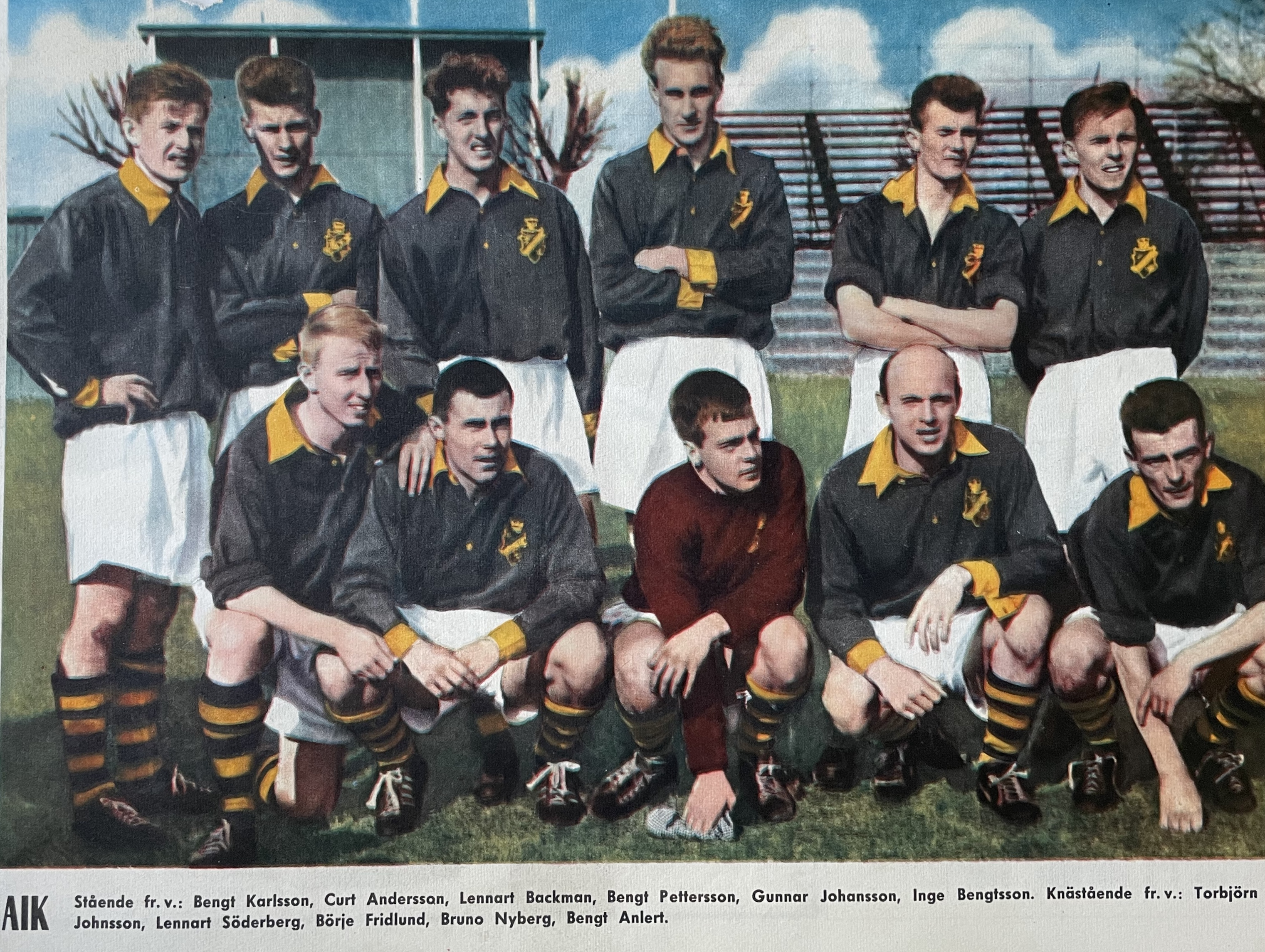
Bengt Anlert, längst till höger i främre raden, när han spelade i AIK 1960. Bland övriga spelare märks Lennart Backman och Lennart Söderberg.

Bengt Evert Anlert, ursprungligen Andersson, född 9 maj 1934 i Högalids församling i Stockholms stad, död 9 oktober 2018 i Kafjärdens distrikt, Eskilstuna kommun, var en svensk fotbollsspelare och fotbollstränare.
Han var verksam främst i AIK där han spelade 1947–1961. Han debuterade i Allsvenskan den 11 april 1954 i en 4–1-vinst över IFK Göteborg. Hans tvillingbror Björn Anlert (1934–2018) var även han spelare i AIK 1947–1960 och 1963–1966. Bengt Anlert flyttade till IFK Eskilstuna där han spelade 1962–1965.  
Anlert spelade en landslagsmatch, mot Finland, 28 augusti 1955.
Bengt Anlert var gift med sångerskan Towa Carson från 1958 fram till sin död.